# LiVe
Live (estilizado como LiVe) es el tercer álbum en directo de la banda Jonas Brothers y su último lanzamiento antes de su separación. Salió a la venta el 26 de noviembre de 2013 en Estados Unidos exclusivamente a través de su página web. El álbum fue estilizado con una "V" mayúscula para el número cinco en número romano, una referencia al quinto álbum de estudio original cancelado que debía ser lanzado a finales de 2013. Fue grabado entre el 23 de julio y el 16 de agosto de 2013, en el Mohegan Sun Arena y el Gibson Amphitheatre durante su última gira antes de la ruptura de la banda.

## Antecedentes
En agosto de 2012, los Jonas Brothers anunciaron una reunión para lanzar un quinto álbum. El 3 de octubre de 2012, se publicó un adelanto de la canción "Meet You In Paris" en Cambio. El 11 de octubre de 2012 en el Radio City Music Hall de Nueva York, donde interpretaron varias canciones de sus anteriores discos junto con una nueva canción titulada "Let's Go", prevista en su quinto álbum de estudio. Durante el concierto de reunión, también interpretaron una nueva canción titulada "Wedding Bells". Otra nueva canción, titulada "First Time" también se estrenó durante el concierto de reunión. El 29 de octubre de 2012 se anunció que los Jonas Brothers darían dos conciertos en el Pantages Theatre de Los Ángeles. El 2 de noviembre de 2012 se anunció una tercera fecha. Los conciertos tuvieron lugar el 27, 28 y 29 de noviembre de 2012, respectivamente. Actuaron en Jingle Ball en L.A. Live el 1 de diciembre de 2012, y anunciaron varias fechas de gira que tendrán lugar en Sudamérica en febrero y marzo de 2013 como parte de su 2012/2013 World Tour, su primera gira de conciertos desde la 2010 World Tour. Actuaron en el Festival Internacional de la Canción de Viña del Mar el 28 de febrero de 2013 en Chile.

## Desarrollo

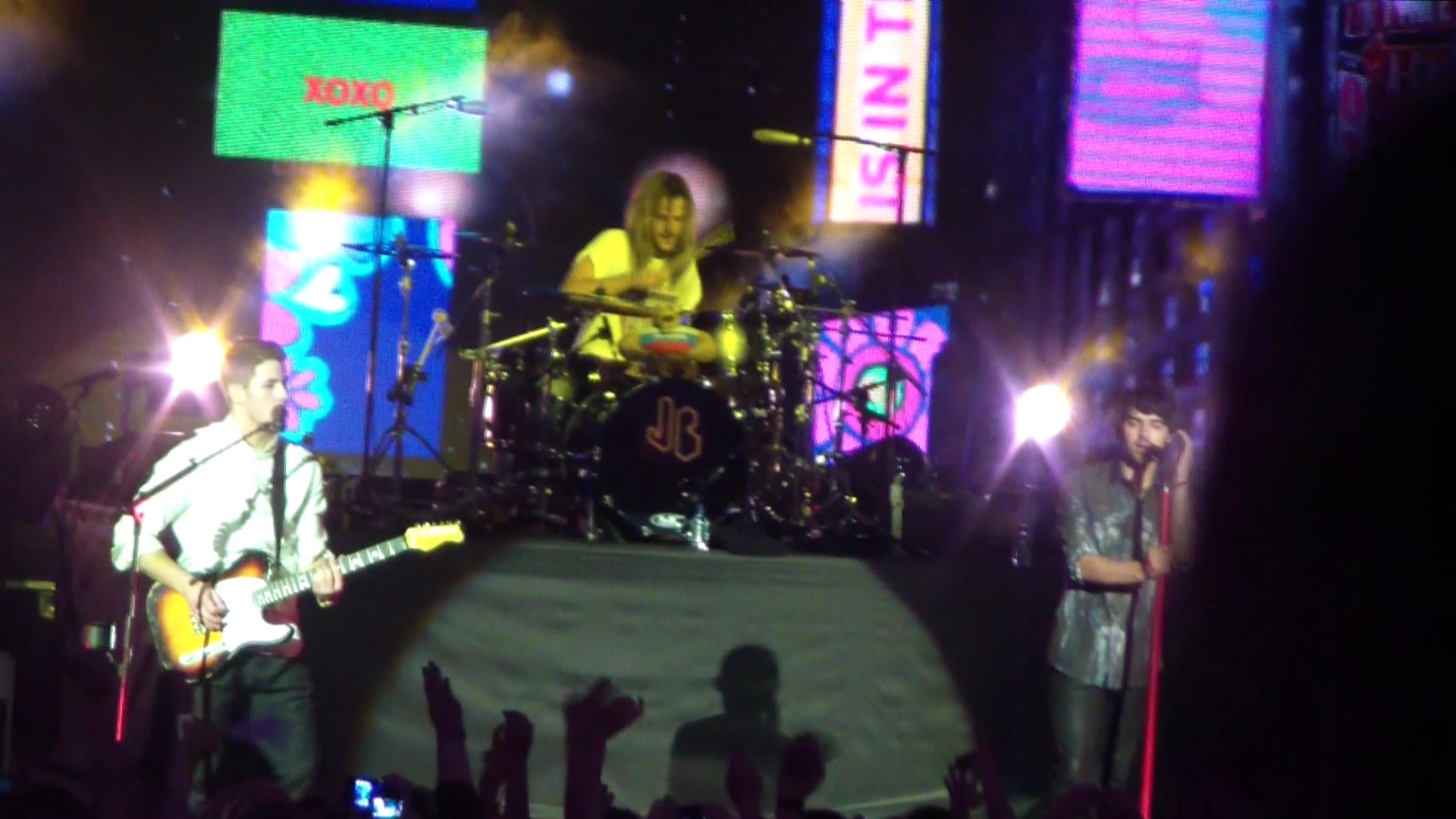
Jonas Brothers actuando en Moscú, noviembre de 2012

Su quinto álbum de estudio, que habría sido el primero que no se publicaría a través de Hollywood Records desde 2006 y su primer disco desde Lines, Vines and Trying Times de 2009, estaba previsto para 2013. El sencillo principal, "Pom Poms", fue lanzado el 2 de abril de 2013. El vídeo musical de la canción se filmó en febrero de 2013 en Nueva Orleans, Luisiana y se estrenó en E! el 2 de abril de 2013. "First Time", el segundo sencillo de su quinto álbum, fue lanzado el 25 de junio de 2013. El 10 de julio de 2013, el grupo anunció que su quinto álbum de estudio se titularía V (pronunciado: Five), el número romano del cinco.
El 9 de octubre de 2013, el grupo canceló su esperada gira de regreso días antes de que comenzara, citando una "profunda ruptura dentro de la banda" por "diferencias creativas". Tras la cancelación de la gira, la página de Twitter de los Jonas Brothers se desconectó y las cuentas individuales de los hermanos quedaron temporalmente obsoletas; lo que provocó que varios medios de comunicación informaran de que la ruptura era inminente. El 29 de octubre de 2013, los Jonas Brothers confirmaron oficialmente su separación y anunciaron que el lanzamiento de V había sido cancelado. Durante una entrevista, Nick Jonas declaró que el álbum no se publicaría pero decidió lanzar 16 grabaciones para los miembros de su club de fans Team Jonas. "Queremos hacer algo especial para nuestros fans porque nos han apoyado mucho durante muchos años. Lo que hemos decidido hacer es empaquetar un álbum con 10 temas en directo de la gira de verano y cuatro de las canciones que habrían estado en 'V', y si cuentas 'Pom Poms' y 'First Time', en realidad son 6 canciones que habrían estado en 'V'. Lo enviaremos pronto para los fans". El álbum fue lanzado con el título "Live", anotando la letra "V" en mayúsculas, una referencia al proyecto original, el cancelado quinto álbum de estudio.
Después del regreso de la agrupación en 2019 el proyecto se lanzó completamente en Vinilo mediante su página web oficial, el cual contiene 10 canciones que no fueron lanzadas previamente.

## Lista de canciones
LiVe (2013 lanzamiento digital)

| N.º   | Título                                | Duración |  |
| 1.    | «First Time»                          | 4:54     |  |
| 2.    | «Paranoid»                            | 4:08     |  |
| 3.    | «Pom Poms»                            | 3:33     |  |
| 4.    | «World War III»                       | 3:29     |  |
| 5.    | «Thinking Bout You»                   | 2:21     |  |
| 6.    | «A Little Bit Longer»                 | 2:59     |  |
| 7.    | «When You Look Me in the Eyes»        | 4:15     |  |
| 8.    | «Burnin' Up»                          | 3:11     |  |
| 9.    | «Lovebug»                             | 4:18     |  |
| 10.   | «S.O.S»                               | 3:46     |  |
| 11.   | «Neon» (Grabado en estudio)           | 3:36     |  |
| 12.   | «The World» (Grabado en estudio)      | 2:35     |  |
| 13.   | «Wedding Bells» (Grabado en estudio)  | 4:04     |  |
| 14.   | «What Do I Mean» (Grabado en estudio) | 3:23     |  |
| 53:31 |                                       |          |  |

V (lanzamiento en vinilo de 2019)

| Side A |                                        |          |  |
| N.º    | Título                                 | Duración |  |
| 1.     | «Pom Poms»                             | 3:18     |  |
| 2.     | «Wedding Bells»                        | 4:04     |  |
| 3.     | «Mr. Nice Guy» (Previously unreleased) | 3:21     |  |
| 4.     | «Neon»                                 | 3:35     |  |
| 5.     | «First Time»                           | 3:49     |  |
| 14:18  |                                        |          |  |

| Side B |                                                   |          |  |
| N.º    | Título                                            | Duración |  |
| 1.     | «Let's Go (con Karmin)» (anterormente no lanzada) | 3:38     |  |
| 2.     | «What Do I Mean»                                  | 3:23     |  |
| 3.     | «Don't Say» (anteriormente no lanzada)            | 4:31     |  |
| 4.     | «The World»                                       | 2:34     |  |
| 5.     | «Found» (canción anteriormente no lanzada)        | 3:25     |  |
| 17:31  |                                                   |          |  |

## Personal
Créditos de LiVe: 
- Nick Jonas - voz principal (todas las pistas), producción (todas las pistas), guitarras (pistas 1-5, 7, 9-13, 15), teclados (pistas 1, 11, 13-15), batería (pistas 1, 15), piano (pistas 6 y 12), bajo (pistas 11, 12, 13, 15), toda la instrumentación programada [batería, bajo, teclas] (pistas 11-15)
- Joe Jonas - voz principal (pistas 1-5, 7-12, 14, 15), voces de fondo (11-15)
- Kevin Jonas II - guitarras (todos los temas excepto el 6), voz principal (tema 1), voces de fondo (todos los temas)
- John Taylor - guitarra y voz de fondo (pistas 1-5, 8-10)
- Ryan Liestman - teclados y coros (pistas 1-5, 8-10)
- Jack Lawless - batería (tracks 1-5, 8-10)
- Greg Garbowsky - bajo y coros (tracks 1-5, 8-10)
- Paris Carney-Garbowsky - coros (pistas 1-5, 8-10)
- Megan Mullins - violín (pistas 1-5, 8-10) y coros (pistas 1-5, 8-10)

## Historial de lanzamiento
| País           | Fecha                   | Formato              | Etiqueta      |
| -------------- | ----------------------- | -------------------- | ------------- |
| Estados Unidos | 26 de noviembre de 2013 | Descarga digital, LP | Jonas Records |

## V - álbum cancelado
Véase: V